# Zweizähniges Kammkelchmoos
Das Zweizähnige Kammkelchmoos (Lophocolea bidentata) ist ein austrocknungstolerantes (poikilohydrisches) beblättertes Lebermoos und stellt eines der häufigsten Lebermoose Mitteleuropas dar. Oft wird es von Gärtnern als „Rasenunkraut“ gefürchtet, da es gerne zwischen Gräsern in Rasen wächst. Es handelt sich jedoch um ein vollkommen unschädliches Moos.

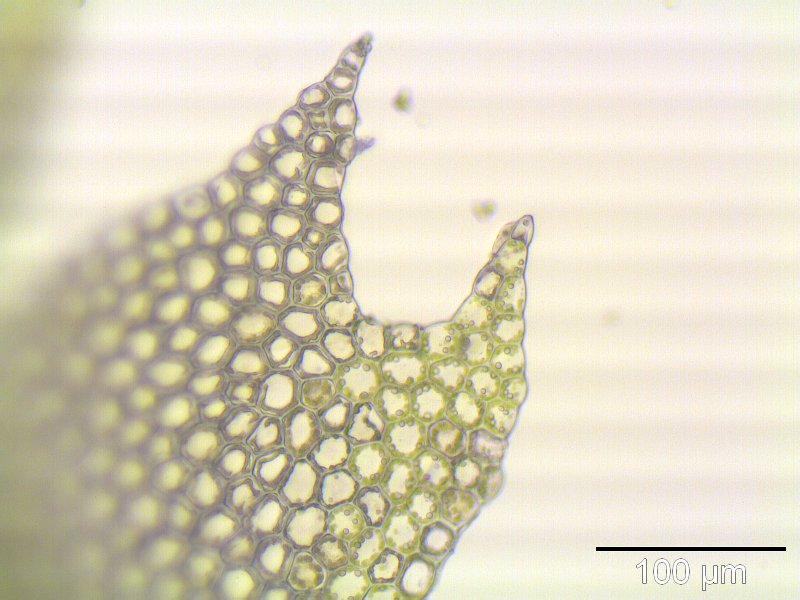
Eingeschnittenes Flankenblatt, etwa 400× vergrößert

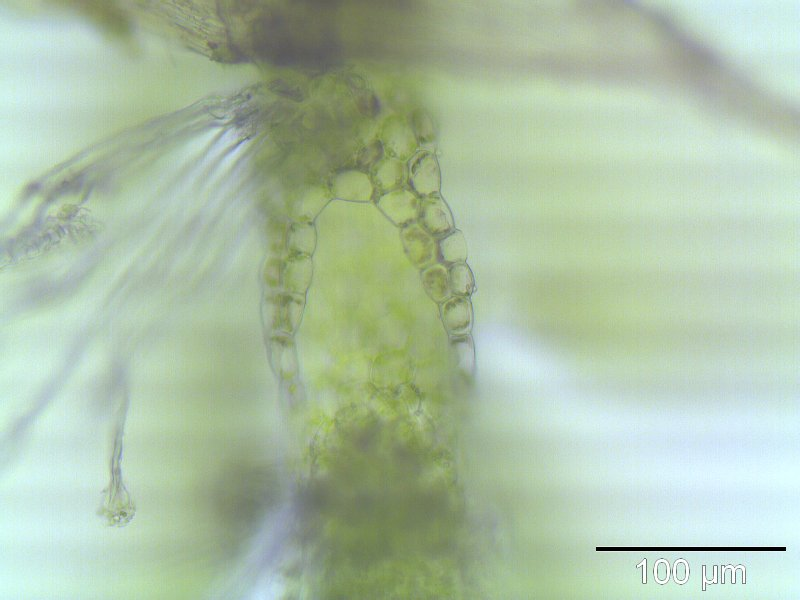
Zweilappiges Unterblatt, etwa 400× vergrößert

## Vorkommen
Das Lebermoos wächst bevorzugt an feuchten Standorten auf Erde zwischen anderen Laubmoosen und Gräsern. Häufig ist es auch auf morschem Holz anzutreffen. Es besiedelt auch nährstoffreiche und gestörte Plätze und kommt von der Ebene bis in die Montanstufe in den borealen Klimazonen der Nord- und Südhemisphäre (zirkumboreal) vor. Ein weiteres disjunktes Vorkommen gibt es im tropischen Afrika.

## Merkmale
Das Zweizähnige Kammkelchmoos wächst dem Substrat angedrückt und bildet gelblich- bis weißlich-grüne, durchscheinende Pflänzchen aus, die bis 3 cm lang und 3 mm breit werden können. Sie sind nur wenig verzweigt und weisen auf der Unterseite wenige Rhizoide auf. Im frischen Zustand verströmen die Pflänzchen beim Zerreiben einen auffälligen Geruch. Die unterschlächtigen, verzweigten Flankenblätter sind fast längs ausgewachsen und auf etwa einem Viertel der Blattlänge in zwei lang zugespitzte, dreieckige Lappen geteilt. Die kleinen Unterblätter sind tief zweispaltig und besitzen an den Außenrändern einen Zahn. Die Bildung von Sporogonen erfolgt selten, da die Pflanzen normalerweise getrenntgeschlechtig wachsen. Das eiförmige Perianth ist weit herab dreikantig. Die glatten Sporen sind im Durchmesser nicht größer als 18 µm.